# 里夫斯鎮區 (密歇根州)
里夫斯鎮區（英語：Rives Township）是位於美國密歇根州傑克遜縣的一個行政鎮區。

## 地方資料
里夫斯鎮區的面積為93.96平方千米，當中陸地面積為92.69平方千米，而水域面積為1.27平方千米。根據2020年美國人口普查的數據，當地共有人口4750人，而人口密度為每平方千米50.55人。